# Kaskada odwrotna (żonglerka)
Kaskada odwrotna to jeden z najprostszych trików przy użyciu trzech piłeczek.
Podrzucamy piłeczkę z ręki, w której trzymamy dwie piłeczki, gdy spada wyrzucamy z drugiej ręki piłeczkę „nad” spadającą i łapiemy tę, która spada. Czynność powtarzamy dowolną liczbę razy.
Przeciwna do niej jest kaskada.